# 515
Évszázadok: 5. század – 6. század – 7. század
Évtizedek: 460-as évek – 470-es évek – 480-as évek – 490-es évek – 500-as évek – 510-es évek – 520-as évek – 530-as évek – 540-es évek – 550-es évek – 560-as évek
Évek: 510 – 511 – 512 – 513 –  514 – 515 – 516 – 517 – 518 – 519 – 520

## Események

### Európa
- A Bizánci Birodalomban I. Anasztasziosz császár az előző évi, felkelőkkel kötött megállapodás ellenére nem hív össze zsinatot és nem helyezi vissza székükbe a leváltott khalkedóni püspököket. A felkelés vezére, Vitalianus ismét Konstantinápoly ellen vonul és elfoglalja a leendő Galata külvárost. A császár a keleti főparancsnokot, Marinust bízza meg hadai vezetésével. Marinus előbb szétzúzza Vitalianus flottáját (eközben a későbbi görögtűzhöz hasonló, kén alapú folyadékkal gyújtja fel az ellenség hajóit), majd partra száll és csatát nyer a lázadókkal szemben. Vitalianus elmenekül és Trákiában bujdokol, híveit elfogják és kivégzik.
- Anasztasziosz meghívására Hormisdas pápa követeket küld Konstantinápolyba az akakioszi egyházszakadás helyrehozására. A követek a khalkédóni hitelvek elismerését és Akakiosz pátriárka eretneknek nyilvánítását követelik, de utóbbira a császár nem hajlandó.
- Meghal Anasztasziosz császár felesége, Ariadné.
- A szabirok átkelnek a Kaukázuson és Örményországot, valamint Kis-Ázsia keleti részét fosztogatják.
- Theoderic itáliai király feleségül adja lányát, Amalasuinthát az osztrogót arisztokrata Eutarichoz, akit (mivel fia nincs) utódjául szán.
- Sigismund burgund király apátságot alapít Szt. Mór sírjánál a mai svájci Saint-Maurice-ban.

### Kína
- 31 éves korában váratlanul meghal az Északi Vej dinasztia császára, Hszüanvu. Utóda egyik ágyasától született 5 éves fia, Jüan Hszü, aki a Hsziaoming uralkodói nevet veszi fel. A néhai császár első felesége, Kao császárné meg akarja öletni az ágyast, de magas rangú udvaroncok a védelmükbe veszik, meggyilkolják Kao nagyhatalmú nagybátyját, őt magát pedig egy buddhista zárdába kényszerítik. Az államot ezt követően Hsziaoming anyja, a császárnéi rangot felvett Hu kormányozza régensként.

## Halálozások
- Ariadné, bizánci császárné
- Vej Hszüanvu-ti, Északi Vej császára

## Fordítás
- Ez a szócikk részben vagy egészben  a(z)   515 című angol Wikipédia-szócikk ezen változatának fordításán alapul.  Az eredeti cikk szerkesztőit annak laptörténete sorolja fel. Ez a jelzés csupán a megfogalmazás eredetét és a szerzői jogokat jelzi, nem szolgál a cikkben szereplő információk forrásmegjelöléseként.